# На районе
«На райо́не» — российская драма 2018 года режиссёра Ольги Зуевой (режиссёрский дебют). В главных ролях — Данила Козловский и Илья Маланин.
27 сентября 2018 года «На районе» стал фильмом закрытия XVI Международного кинофестиваля «Меридианы Тихого», проходившего  во Владивостоке. Московская премьера фильма состоялась 2 октября 2018 года в кинотеатре «Москва». В широкий прокат в России картина вышла 4 октября 2018 года.
Съёмки проходили в 2016 году во Владивостоке.

## Сюжет
Два друга из Владивостока — Вова (Илья Маланин) и его лучший друг Андрей по прозвищу «Киса» (Данила Козловский) — от безысходности зарабатывают на жизнь незаконной деятельностью, выполняя разные задания местного криминального «авторитета» Шамиля («Нигатив»). Поначалу всё у них идёт замечательно. Но чем дальше друзья втягиваются в эту «работу», тем чаще они задумываются о смысле своей жизни и о том, что ждёт их в будущем.
Один из новых «заказов» наркобарона Шамиля, поручившего Вове и Андрею избить свою пассию, разжигает между друзьями серьёзный спор на почве морали. Это спорное поручение ставит под угрозу не только крепкую дружбу молодых людей, но и их жизни.
Вова решает завязать с криминалом, начать новую жизнь, встречаться с любимой девушкой и найти обычную работу. «Киса» же, напротив, не испытывает никакого угрызения совести и в погоне за лёгкими деньгами всё глубже погружается в преступное «болото».

## В ролях
- Илья Маланин — Вова, друг Андрея Кисина
- Данила Козловский — Андрей (Киса) Кисин, друг Вовы
- Елена Оболенская — мать Вовы
- Ангелина Стречина — Софья
- Ольга Зуева — Лида
- Андрей Амшинский — Шаров
- Эдгар Гизатуллин — соперник Вовы на ринге
- Александр Мизев — гость вечеринки
- Владимир Хацкевич — Миша
- Владимир (Нигатив) Афанасьев — Шамиль, местный криминальный «авторитет», наркобарон

## Создание
Исполнитель главной роли и один из продюсеров фильма Данила Козловский изначально планировал использовать в саундтреке песню «Это любовь» из музыкального альбома «Дом с нормальными явлениями» казахстанского рэп-исполнителя «Скриптонита». Однако, представители рэпера отказали в этом.

## Съёмочная группа
- Автор сценария и режиссёр-постановщик — Ольга Зуева
- Генеральные продюсеры — Рубен Дишдишян и Данила Козловский[11]
- Продюсер — Сергей Бобза
- Оператор-постановщик — Фёдор Лясс
- Художник-постановщик — Юлия Феофанова
- Композитор — Даша Чаруша
- Исполнительный продюсер — Андрей Коробов

## Отзывы и оценки
Фильм получил неоднозначные отзывы в российской прессе. Положительные рецензии опубликовали издания Канобу и КиноПоиск, отрицательные — Фильм.ру, Киноафиша, TramVision. И в положительных, и в отрицательных отзывах авторы отмечали, что фильм показывает и романтизирует уголовную культуру гопников.